# Webster Tarpley

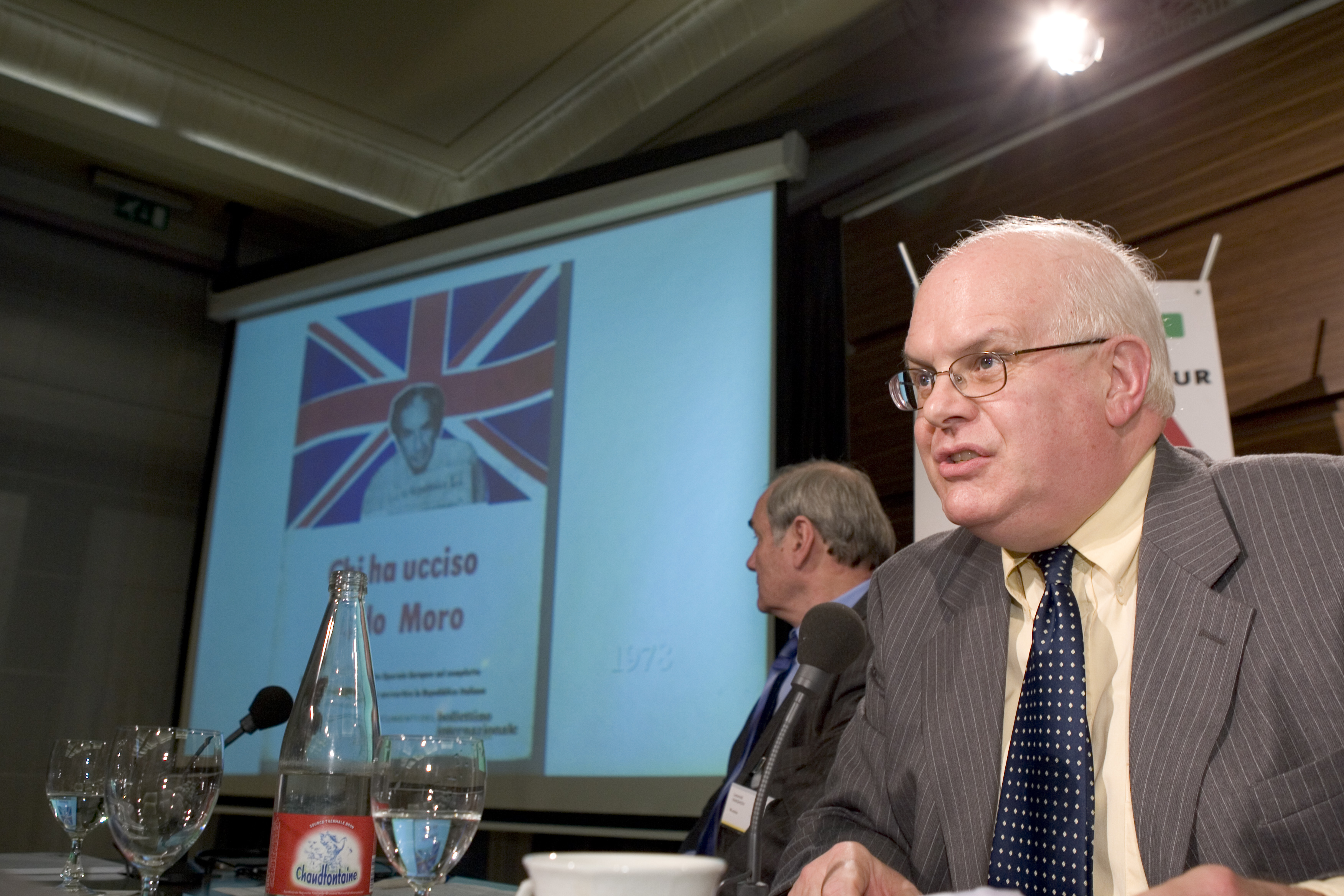
Tarpley występujący w 2005 roku na konferencji Oś dla Pokoju.

Webster Griffin Tarpley (ur. 1946) – pisarz, dziennikarz, wykładowca i krytyk amerykańskiej polityki zagranicznej i wewnętrznej. Tarpley twierdzi, że zamachy z 11 września 2001 roku zostały zaplanowane przez służby specjalne oraz środowiska powiązane z kompleksem militarno-przemysłowym USA. W pismach i przemówieniach opisywał model tzw. operacji pod obcą flagą, realizowanych przez ściśle powiązaną sieć amerykańskiego przemysłu wojskowego i służb oraz korporacyjne media, oceniając że geneza tego zjawiska wywodzi się jeszcze z czasów tzw. spisku prochowego mającego miejsce w XVII-wiecznej Anglii. Twierdził on również, że pojęcie antropogenicznej teorii zmian klimatycznych jest oszustwem.
Według Tarpleya inżynierem i główną siłą sprawczą ataków na World Trade Center i Pentagon z 11 września 2001 roku nie była Al-Ka’ida, lecz akcja ta była inspirowana przez określone grupy rządzące w Stanach Zjednoczonych. Mit związany z tymi wydarzeniami to dla władz USA instrument usprawiedliwiający tendencje rasistowskie, militarystyczne i faszystowskie naszych czasów.
Tarpley to również krytyk polityki Dalajlamy; w 2010 roku ocenił feudalny Tybet sprzed 1959 roku jako prawdopodobnie najbliższy piekłu na ziemi, bowiem monarchia ta była krajem w którym niewielka grupa bogaczy zarządzała ponad 90% narodowego majątku a przeprowadzenie jakichkolwiek reform społecznych było niemożliwe.

## Publikacje
- Chi ha ucciso Aldo Moro? (Kto zabił Aldo Moro?),
- George Bush: The Unauthorized Biography (1992),
- Against Oligarchy (1996),
- Surviving the Cataclysm: Your Guide through the Worst Financial Crisis in Human History (1999),
- 9/11 Synthetic Terror: Made in USA – Myth of the 21st Century (2005),
  - Wydanie francuskie: La Terreur Fabriquée, Made in USA : 11 Septembre, le mythe du XXIe siècle (VIII 2006),
  - Wydanie włoskie: La Fabbrica del Terrore (IX 2007),
  - Wydanie hiszpańskie: 11-S, El Falso Terrorismo,
- Obama – The Postmodern Coup: Making of a Manchurian Candidate (IV 2008),
  - Wydanie niemieckie: Barack Obama: Wie ein US-Präsident gemacht wird (VIII 2008),
  - Wydanie japońskie: Obama: Dangerous Geometry (XI 2008),
  - Barack H. Obama: The Unauthorized Biography (VIII 2008),